# Limnohabitans
Limnohabitans es un género de bacterias gramnegativas de la familia Comamonadaceae. Fue descrito en el año 2010. Su etimología hace referencia a habitante de lago. Son bacterias aerobias. Se encuentran en ambientes acuáticos dulces, en forma planctónica. Sólo una especie (Limnohabitans radicicola) se ha aislado de suelos, en raíces de plantas. Existen diversos linajes de Limnohabitans, de forma que algunos de ellos se mantienen estables a lo largo de las distintas estaciones del año, mientras que otros varían su abundancia en el medio según las condiciones climáticas. Además, se ha observado que interacciona con el crustáceo Daphnia magna y puede regular su fecundidad. Es una bacteria importante para el mantenimiento de las comunidades planctónicas de agua dulce. 